# Argyre Planitia
Argyre Planitia és una plana ubicada dins la conca d'impacte Argyre. Oficialment, Argyre és una característica d'albedo. en els altiplans meridionals de Mart. El seu nom procedeix d'un mapa de Giovanni Schiaparelli el 1877; es refereix a Argyre, una illa mítica de plata en la mitologia grega.
Argyre està centrada a 49° 42′ S, 316° 00′ E / 49.7°S,316.0°E i es troba entre 35° i 61° S id 27° i 62° W en el quadrangle Argyre. La conca fa uns 1,800 km (1,100 mi) d'amplada i s'enfonsa 5.2 km (17,000 ft) sota la plana que l'envolta; és la segona conca d'impacte més profunda de Mart després de Hellas. El cràter Galle, situat a la vora est d'Argyre a 51° S, 31° O / 51°S,31°O, sembla molt una cara somrient.
La conca probablement es va formar aproximadament fa 3,9 milers de milions d'anys, presenta diverses serralades incloent Charitum i Nereidum Montes.
Hi ha antics canals d'aigua datats de l'època Noaquiana.L'impacte va desfer un permagel i així es va formar un llac amb un volum d'aigua igual al de la Mar Mediterràmia,creant un ambient favorable per a la vida.

## Galeria

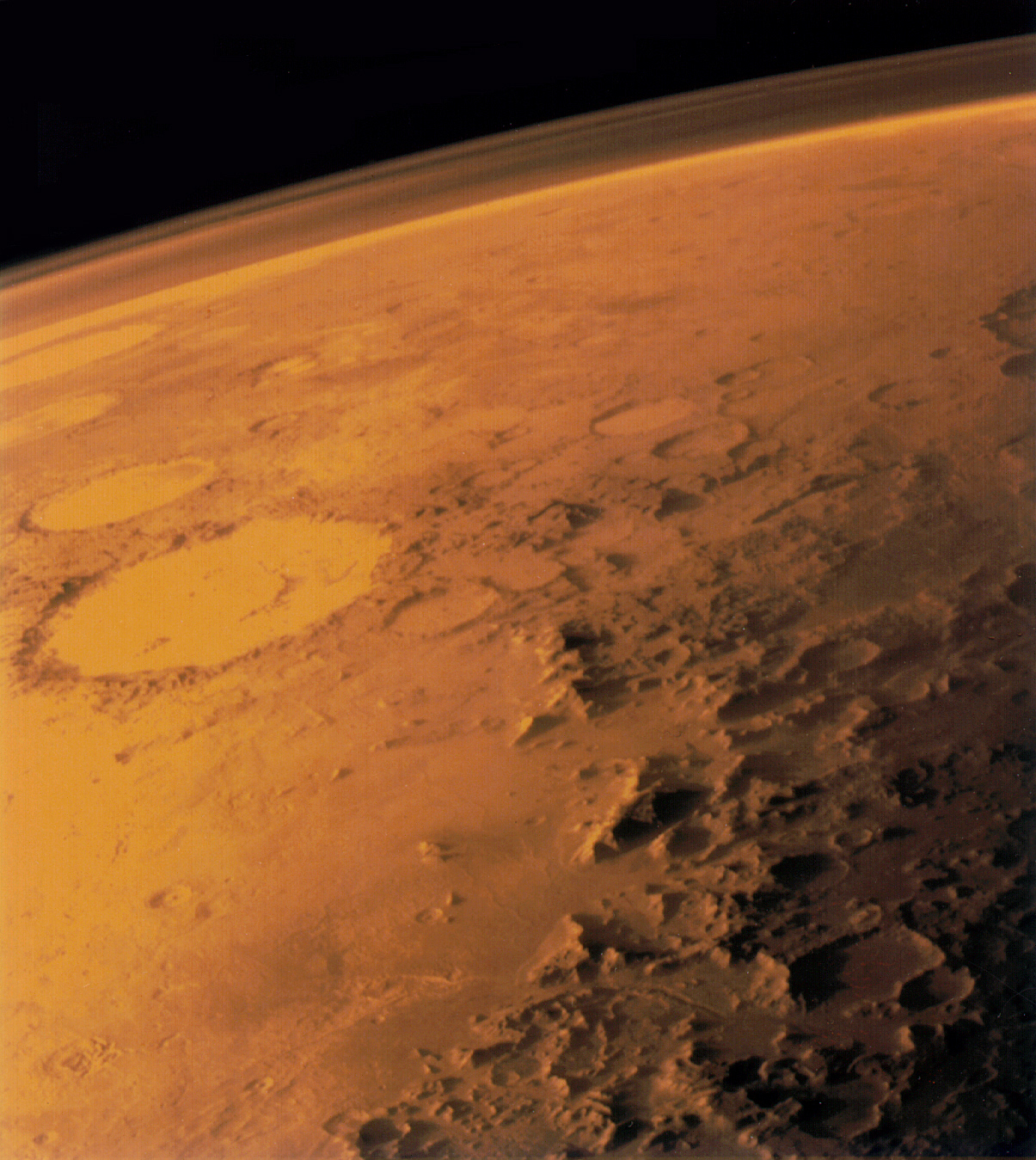
Vora sud d'Argyre, formada per Charitum Montes.
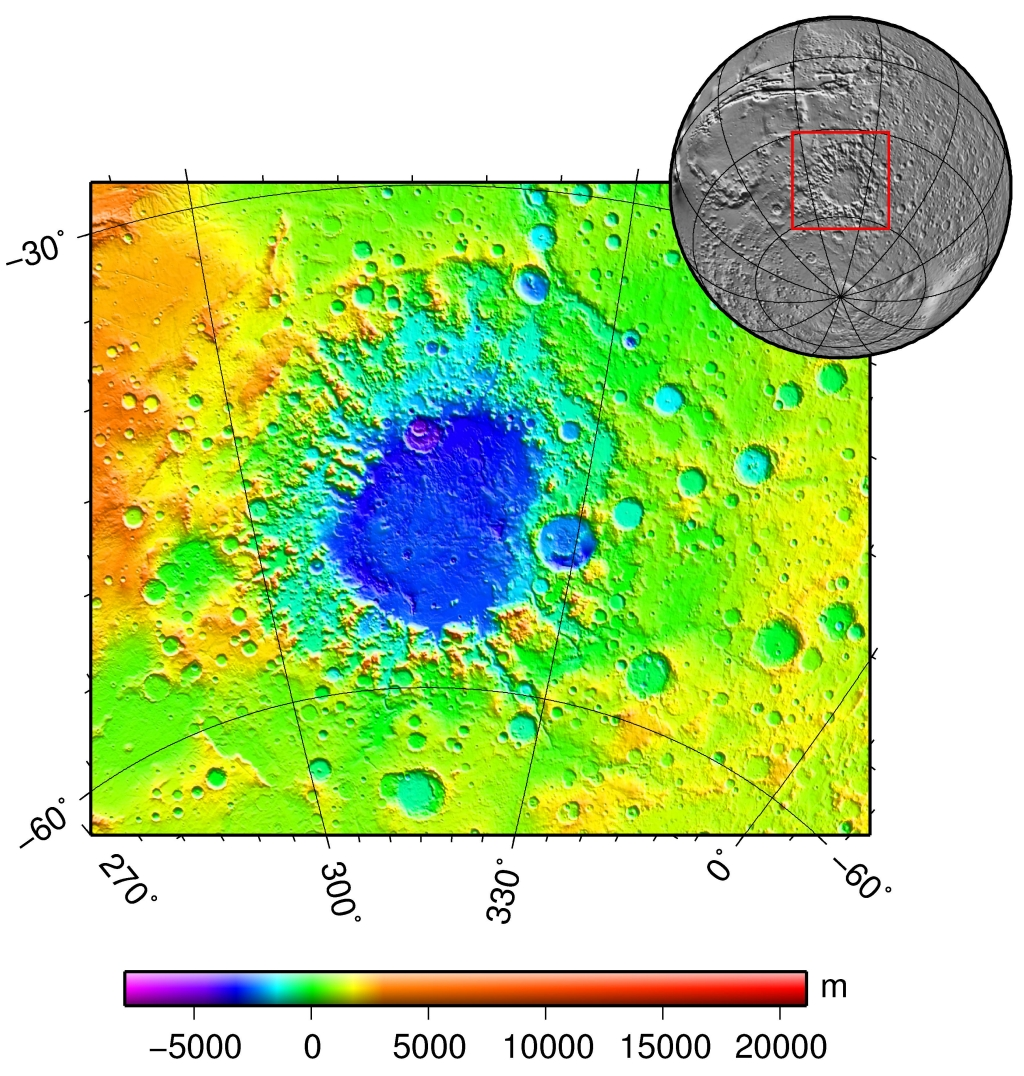
MOLA mapes d'Argyre.
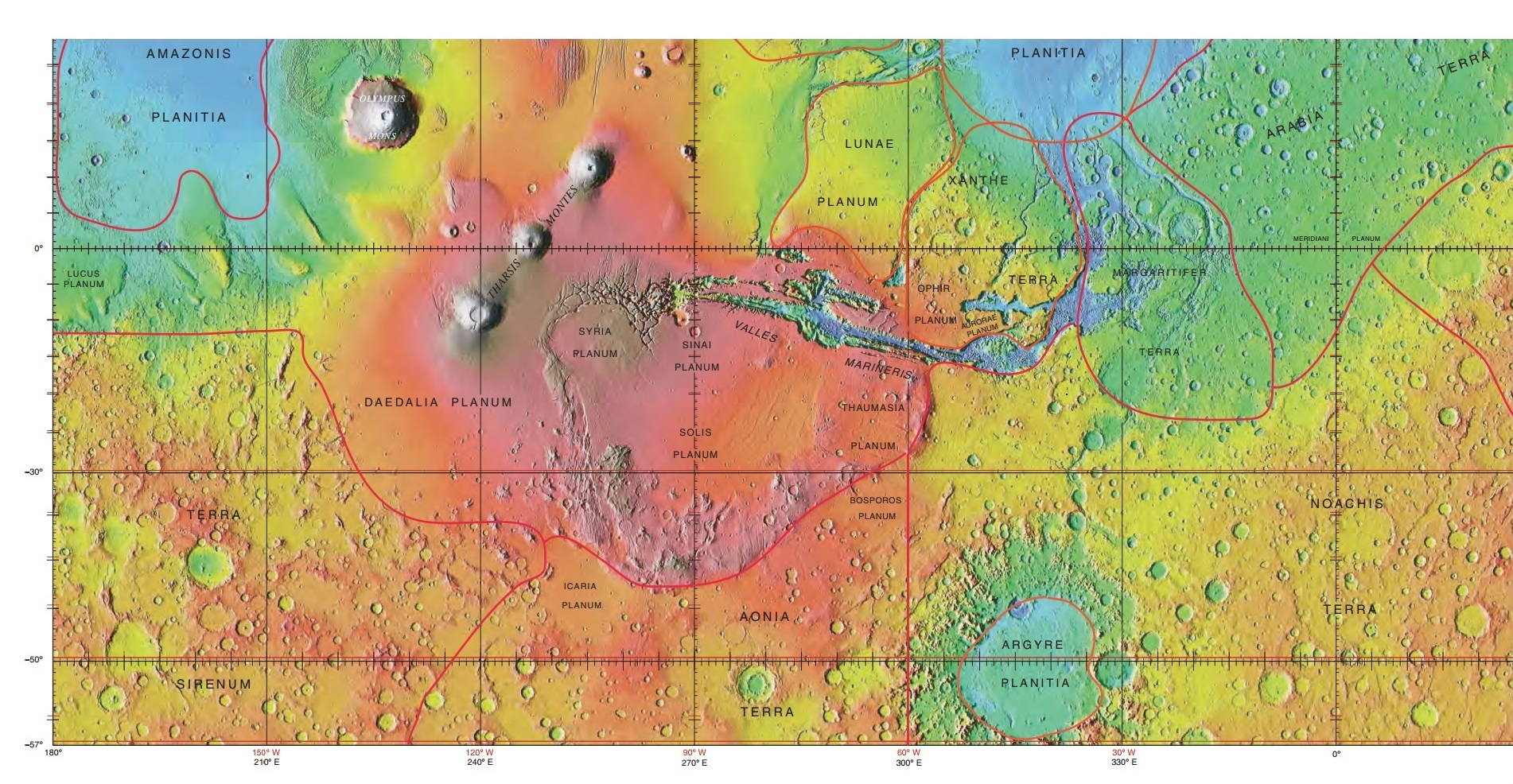
MOLA mapa mostrant els límits per Argyre Planitia i altres regions
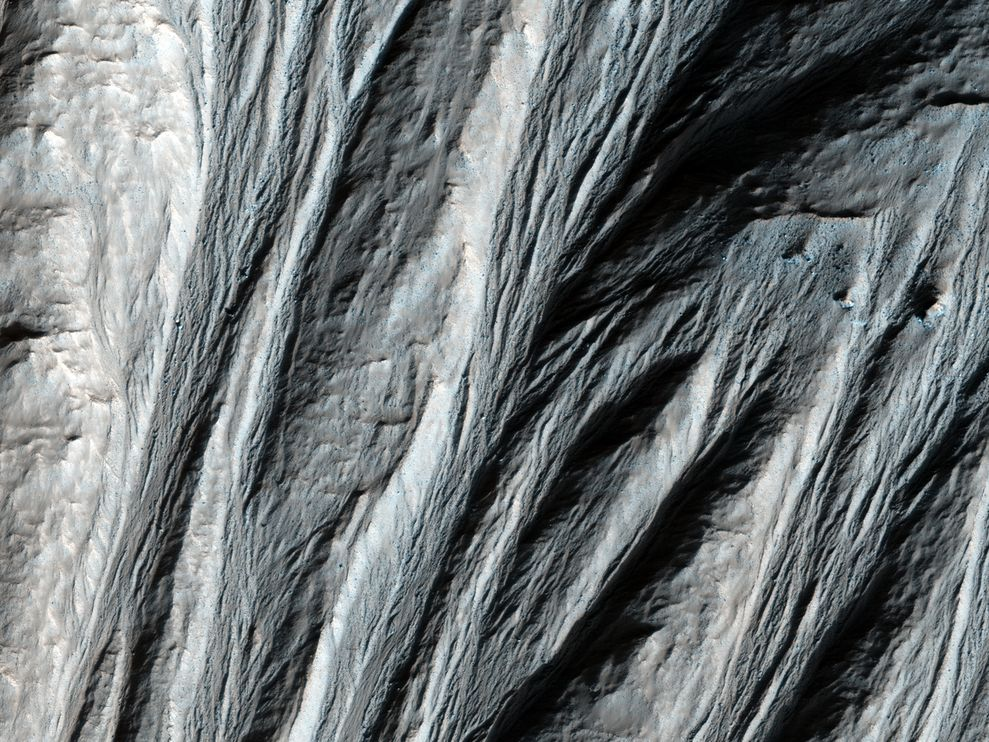
Erosió probablement per l'aigua.
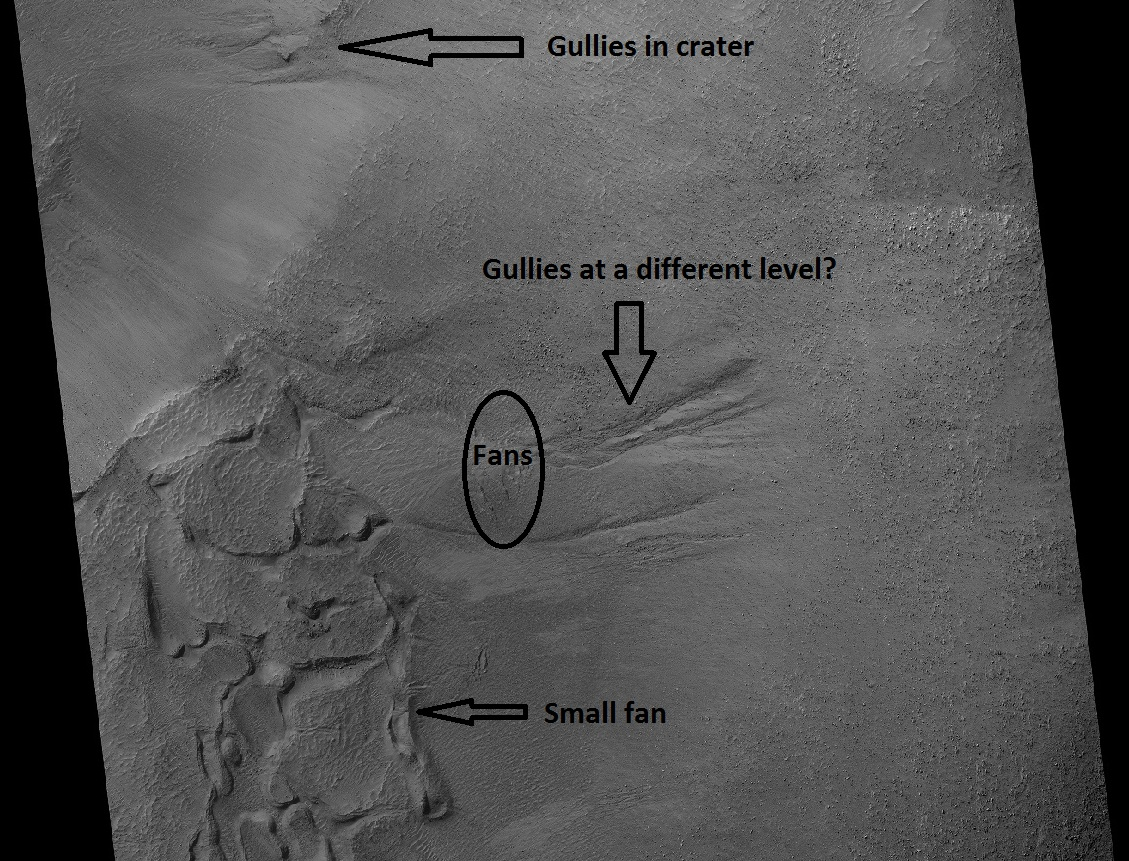
Argyre quadrangle.
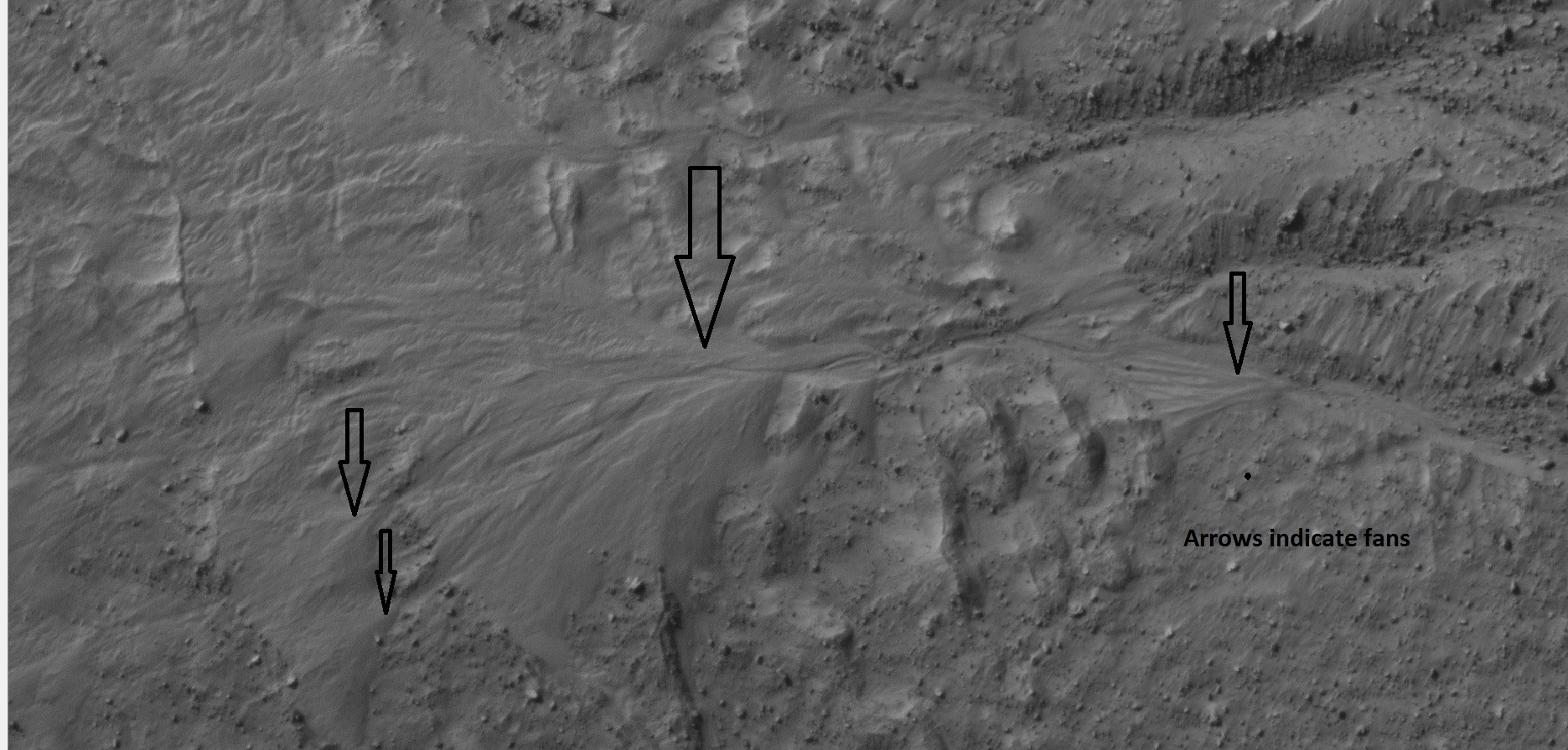
HiRISE sota HiWish program.
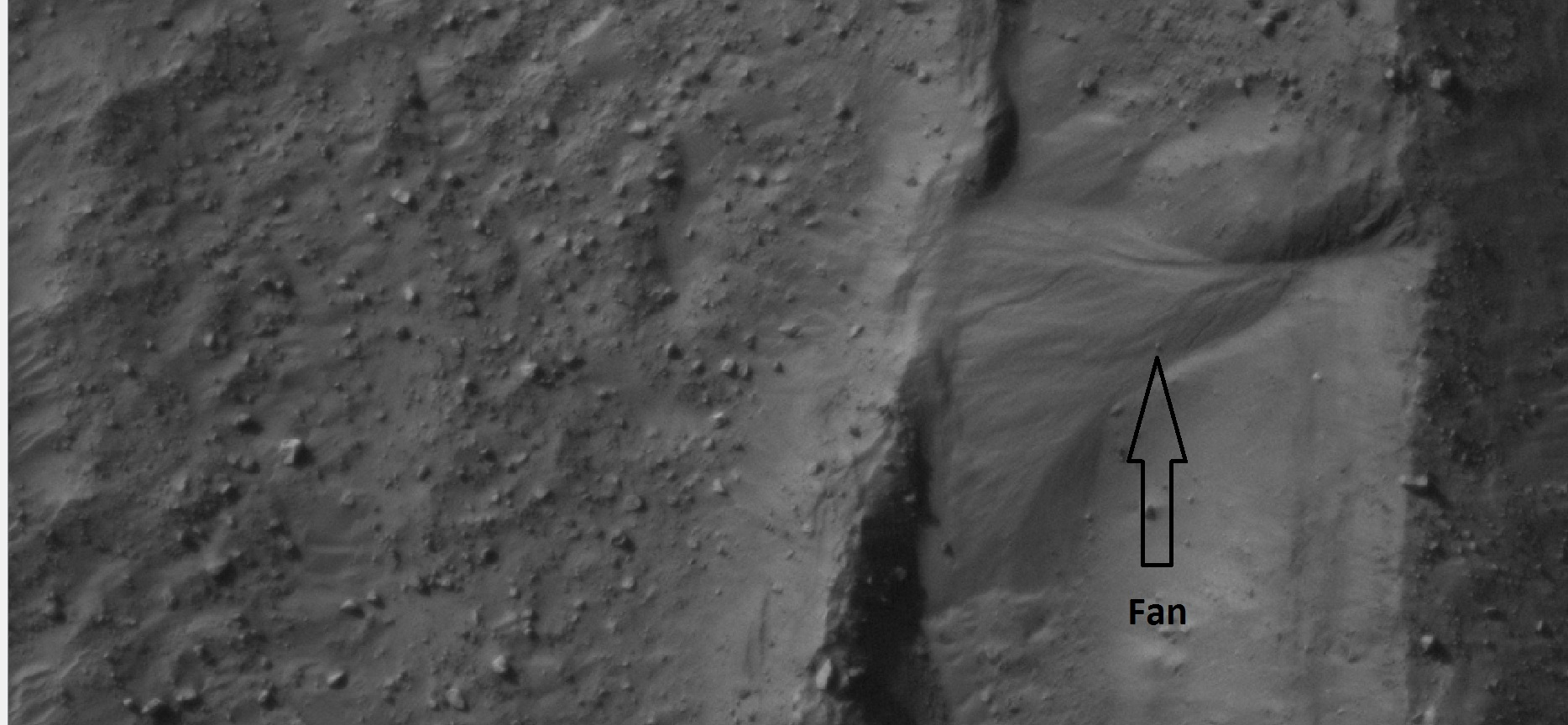
per HiRISE sota HiWish program.
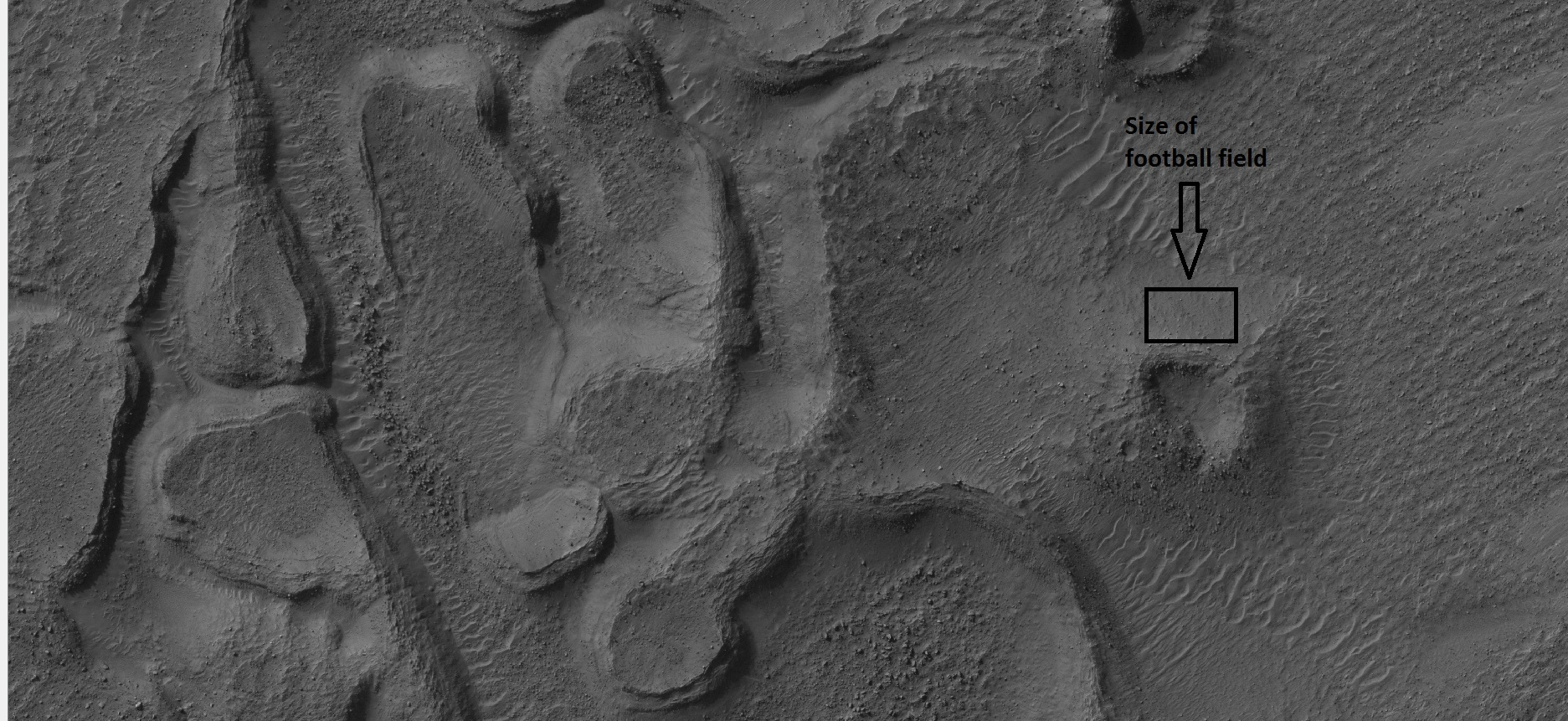
Ampliació de la imatge anterior .
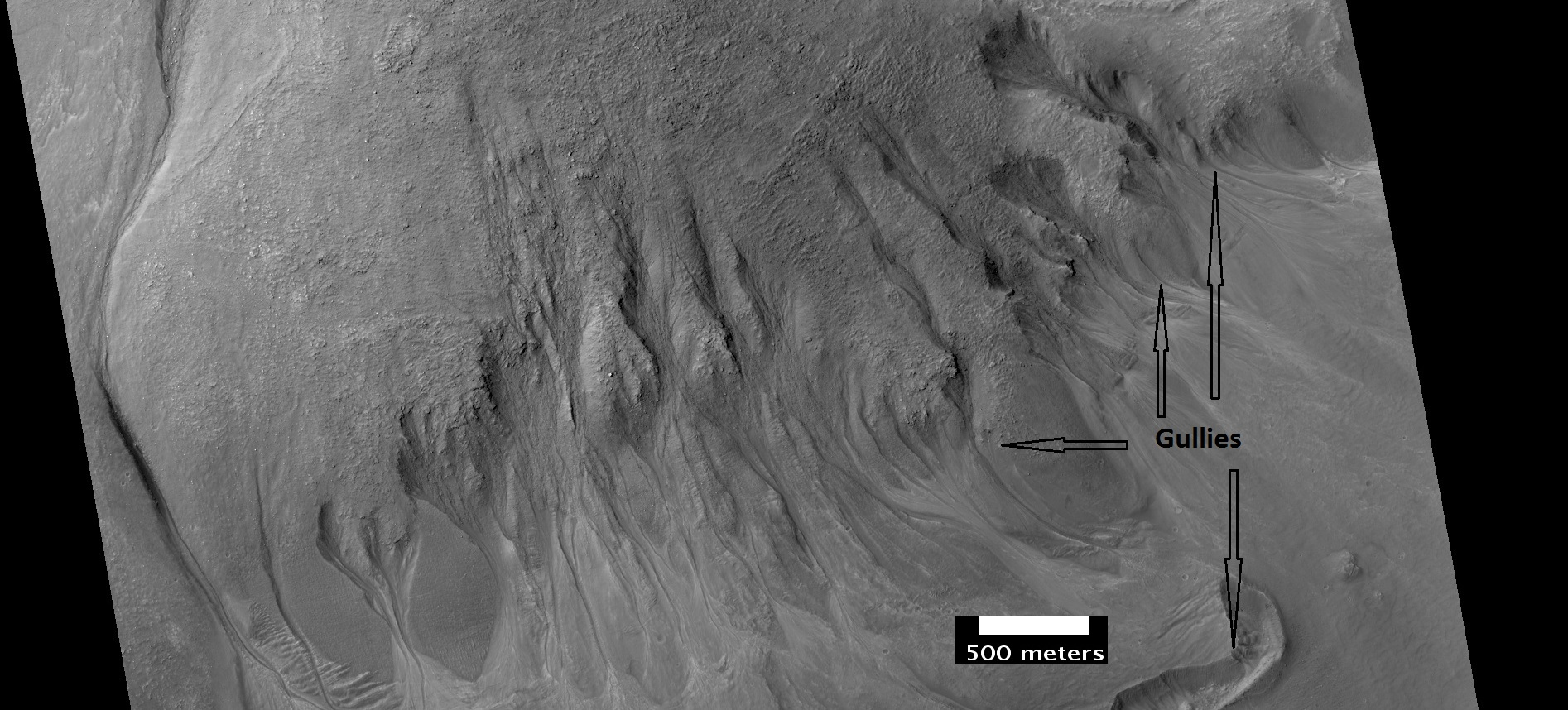
Nereidum Montes.
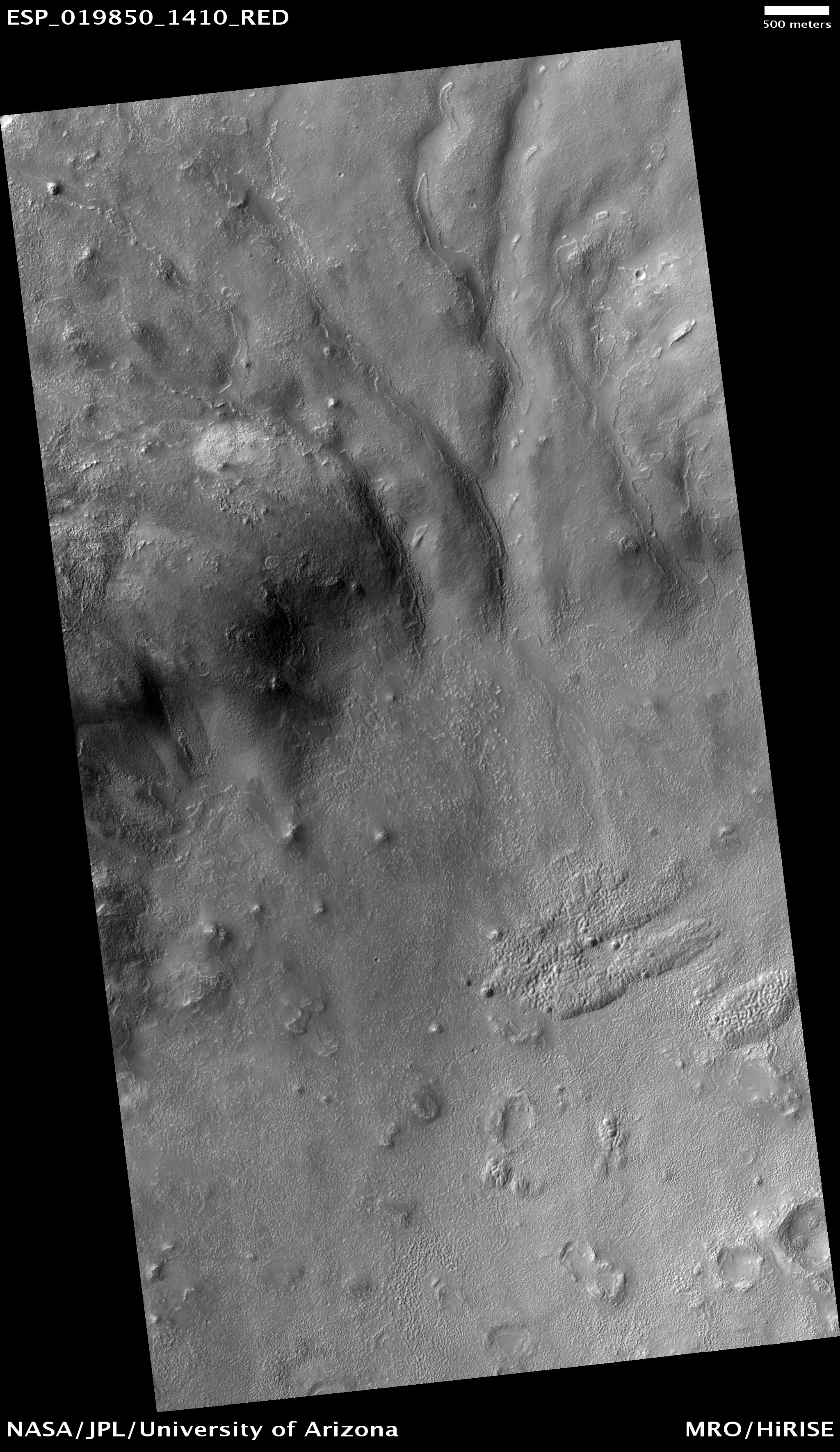
Escala de la barra 500 metres.
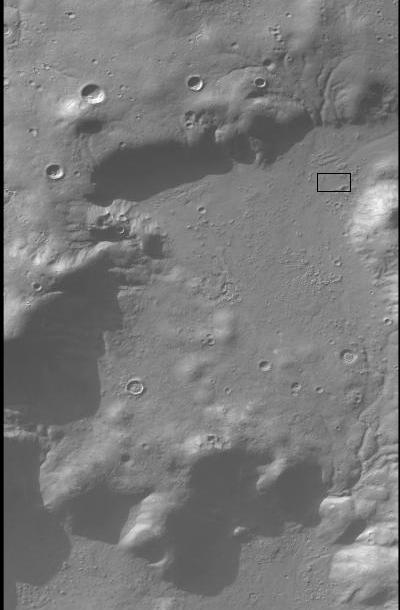
CTX Canals.
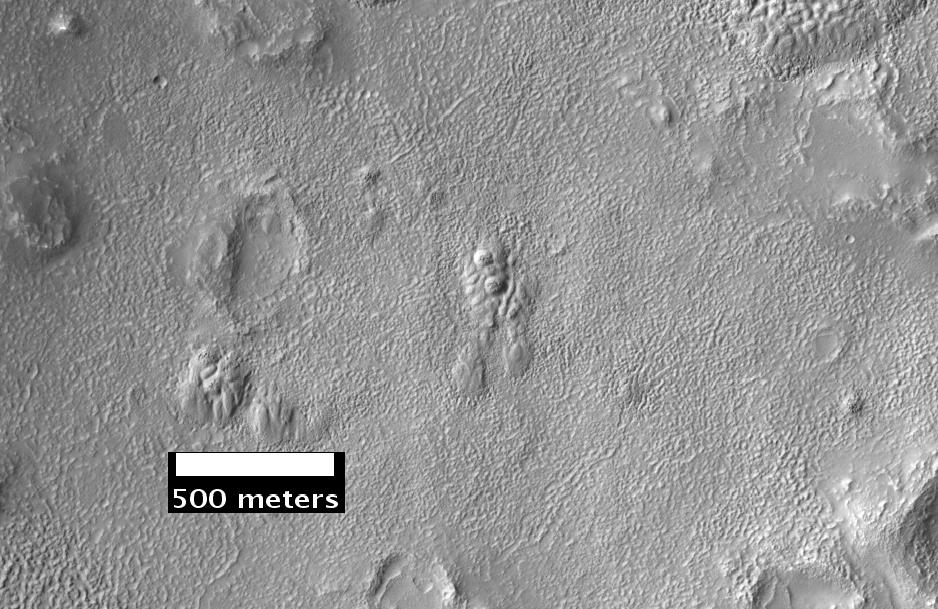
Argyre quadrangle.